# Sierra del Escudo de Cabuérniga
La sierra del Escudo de Cabuérniga es una cadena montañosa situada en la comunidad autónoma de Cantabria, España, con una altitud variable entre 500 y 1200 metros sobre el nivel del mar. También llamada simplemente sierra del Escudo, el añadido «de Cabuérniga» parece servir para diferenciarla del conocido puerto y sierra del Escudo, en plena divisoria de aguas cantábrico-mediterránea.

## Geografía
La sierra del Escudo es una estribación septentrional de la cordillera Cantábrica que ocupa una extensión de 180 kilómetros cuadrados. Se eleva paralela la costa a lo largo de 54 kilómetros, entre La Hermida y Puente Viesgo, lo que ha servido para reconocerla como límite entre la zona conocida como La Marina y aquella denominada La Montaña.
La sierra está cortada en varios puntos por gargantas producidas por la erosión de los ríos que atraviesan perpendicularmente la depresión en su camino desde la cordillera Cantábrica hacia su desembocadura en el mar. Uno de estos puntos es la hoz creada por el río Tena, en la salida del valle de Lamasón, con 3 km de longitud y un desnivel máximo de 500 metros.
Cuenta con cuatro puntos que superan los 1200 metros de altitud, siendo el alto de Gamonal el punto más elevado de con 1228 metros sobre el nivel del mar.
Mientras que en la zona occidental de Cantabria su continuidad está muy marcada, en la parte oriental su importancia orográfica se va diluyendo, si bien la aparición de grandes fallas en los municipios de Arredondo o Ramales delatan su trazado este-oeste.

## Geología

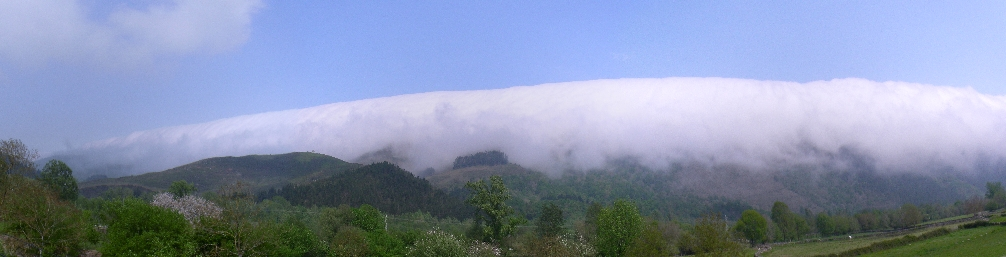
Efecto barrera en la sierra del Escudo de Cabuérniga visto desde la ladera sur en Ruente.

Geológicamente, el Escudo de Cabuérniga es una gran falla inversa donde aflora arenisca del Paleozoico con rocas mesozoicas del Jurásico y Cretácico. Estas fracturas geológicas hacen que aparezcan a lo largo de la sierra numerosos manantiales de aguas termales como los de La Hermida, Puentenansa, Puente Viesgo y Las Caldas del Besaya.

## Principales alturas

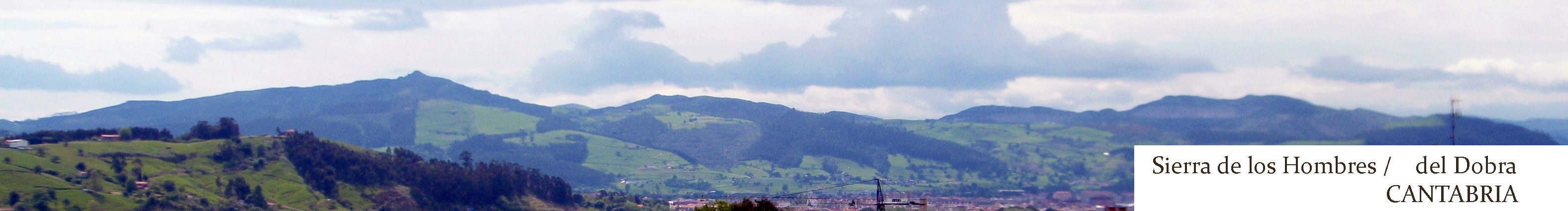
Subsistema de la Sierra del Dobra.

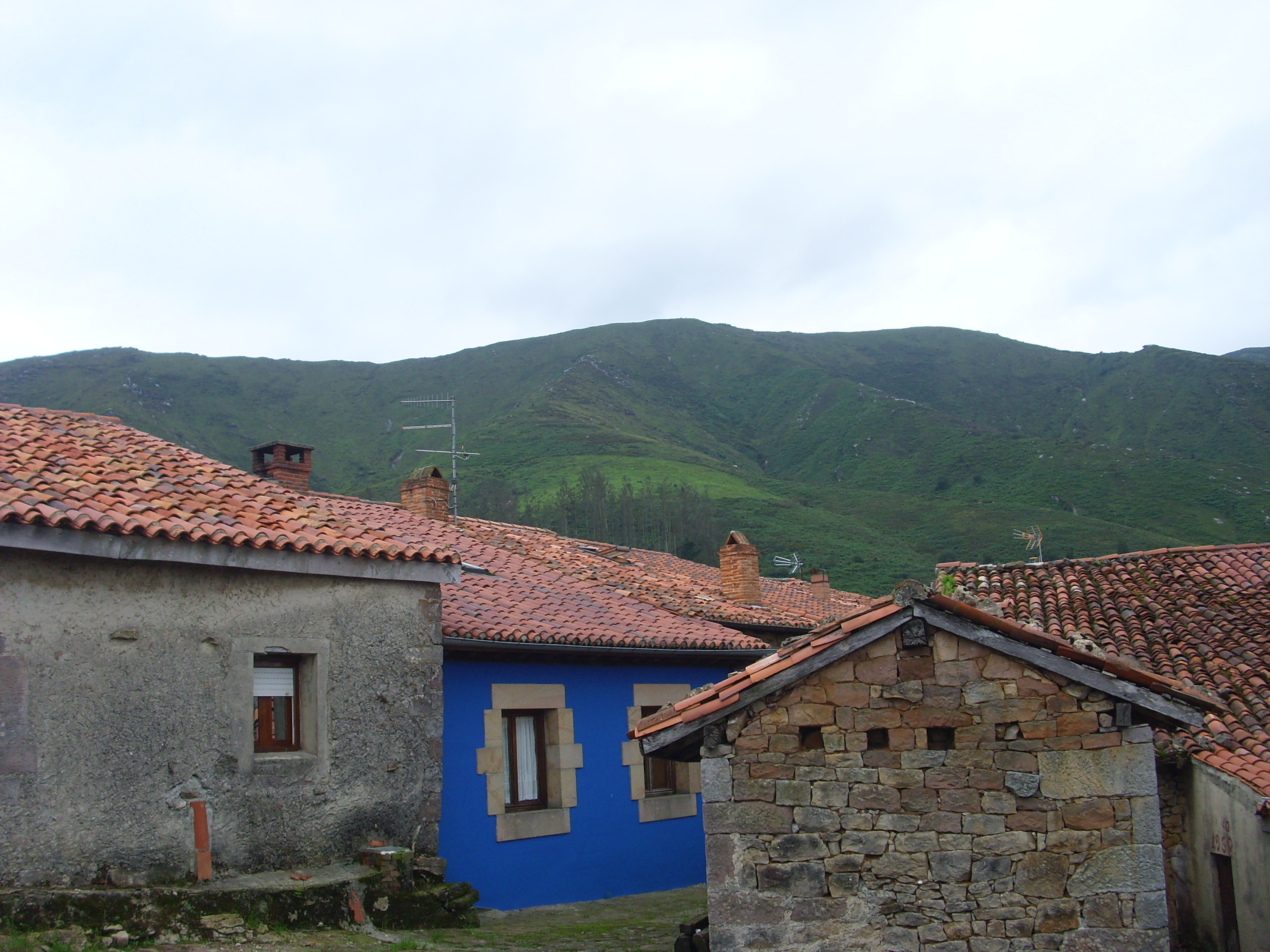
Sierra del Escudo de Cabuérniga vista desde San Vicente del Monte.

| Nombre           | Altura (m s. n. m.) | Coordenadas                                         | Notas                                                                    |
| ---------------- | ------------------- | --------------------------------------------------- | ------------------------------------------------------------------------ |
| Alto de Gamonal  | 1228                | 43°02′58″N 4°23′16″O / 43.04944, -4.38778           | Es la cumbre más alta de toda la sierra.                                 |
| Poo              | 932                 | 43°15′37.98″N 4°27′59.31″O / 43.2605500, -4.4664750 | Es el punto más alto del subsistema Picos de Ozalba                      |
| Cueto de Gándara | 925,5               | 43°16′39.18″N 4°23′27.7″O / 43.2775500, -4.391028   |                                                                          |
| Peña de la Silla | 868                 | 43°16′23.76″N 4°19′5.99″O / 43.2732667, -4.3183306  | Es el punto más alto de la sierra en su paso por el valle de Cabuérniga. |
| Monte Dobra      | 606                 | 43°18′14.93″N 4°0′49.65″O / 43.3041472, -4.0137917  | Es el punto más alto del subsistema Sierra de los Hombres.               |

### Figuras de protección
En la parte central de la sierra, aguas arriba de la población de Bustriguado, entre el Arroyo de la Canaluca y el arroyo Bustriguao, se encuentra el Lugar de Importancia Comunitaria LIC «Sierra del Escudo de Cabuérniga».
Esta zona de protección consta de 787,02 hectáreas en las que nos podemos encontrar con especies vegetales como la soldanella, un taxón endémico que ocupa el área más próxima a la ribera de los arroyos de la sierra el lagarto verdinegro, o algunos pequeños invertebrados como la hormiguera oscura, la doncella de ondas rojas o el ciervo volante.
Además del LIC en la parte central de la sierra del Escudo, la vertiente más occidental de la sierra abarca parcialmente la ZEPA «Desfiladero de la Hermida». Una Zona de Especial Protección para las Aves  que se extiende por parte del subsistema de Peñarrubia.